# Mauro Dias
Mauro Dias (Florianópolis, 1949 - São Paulo, 31 de janeiro de 2016) foi um crítico musical brasileiro.
Nascido em Florianópolis, Dias foi criado em Niterói, onde iniciou seu contato com a música.
Trabalhou por 40 anos como crítico musical, escrevendo para os jornais Última Hora, O Globo e O Estado de São Paulo. Sua especialidade foi em música nacional, dedicando-se principalmente aos artistas que não haviam alcançado destaque em âmbito nacional. nos últimos anos se dedicou a produzir novos artistas a e sua loja de discos, a Mauro Discos, aberta no bairro da Barra Funda em 2004, com o intuito de divulgar e vender artistas pouco conhecidos.
Pai de quatro filhos, foi casado primeiramente com Lucia Helena Tavares Dias, depois com a cantora Ithamara Koorax (entre 1983 e 1989) quando morava em Niteroi, e em seguida, após sua mudança para São Paulo, com Cristina Vechio até a data de sua morte.
Dias descobriu um câncer de esôfago em março de 2015, em local que impossibilitava uma cirurgia. Após internação na UTI do Hospital Dom Antônio de Alvarenga, no bairro do Ipiranga, São Paulo, morreu na noite de 31 de janeiro de 2016, sendo enterrado no Cemitério da Vila Alpina, São Paulo.